# 1940 Whipple
1940 Whipple је астероид главног астероидног појаса са пречником од приближно 33,87 km.
Афел астероида је на удаљености од 3,271 астрономских јединица (АЈ) од Сунца, а перихел на 2,848 АЈ.
Ексцентрицитет орбите износи 0,069, инклинација (нагиб) орбите у односу на раван еклиптике 6,551 степени, а орбитални период износи 1955,525 дана (5,353 година).
Апсолутна магнитуда астероида је 11,00 а геометријски албедо 0,061.
Астероид је откривен 2. фебруара 1975. године.